# David A. Patterson
David A. Patterson (Evergreen Park, 16 de novembro de 1947) é um informático estadunidense.
É professor de Ciência da Computação da Universidade da Califórnia, Berkeley desde 1977. É um dos pioneiros do RISC-Reduced Instruction Set Computer (computador com conjunto reduzido de instruções) e do RAID-Redundant array of independent disks (arranjo redundante de discos independentes), ambos largamente usados. É co-autor em cinco livros, incluindo dois sobre arquitetura de computadores com John L. Hennessy. Estes têm sido populares em cursos de graduação desde 1990. Ex-diretor do Departamento de Ciência da Computação da U.C Berkeley e da Computing Research Association, foi eleito para a Association for Computing Machinery (ACM) para o período 2004/2006 e serviu no Information Technology Advisory Committee para a presidencia do EUA de 2003 até 2005.
Seu trabalho foi reconhecido por educação e pesquisa por prêmios da ACM e da IEEE e pela eleição para a Academia Nacional de Engenharia dos Estados Unidos. Em 2005 dividiu o prêmio Japonês de Computação & Comunicação com Hennessy e foi nomeado para o Silicon Valley Engineering Hall of Fame(Sala da Fama do Vale do Silício).